# Benoît Lange
Pour les articles homonymes, voir Lange.
 (août 2024).
 (août 2024).
La mise en forme du texte ne suit pas les recommandations de Wikipédia : il faut le « wikifier ».
Les points d'amélioration suivants sont les cas les plus fréquents. Le détail des points à revoir est peut-être précisé sur la page de discussion.
- Les titres sont pré-formatés par le logiciel. Ils ne sont ni en capitales, ni en gras.
- Le texte ne doit pas être écrit en capitales (les noms de famille non plus), ni en gras, ni en italique, ni en « petit »…
- Le gras n'est utilisé que pour surligner le titre de l'article dans l'introduction, une seule fois.
- L'italique est rarement utilisé : mots en langue étrangère, titres d'œuvres, noms de bateaux, etc.
- Les citations ne sont pas en italique mais en corps de texte normal. Elles sont entourées par des guillemets français : « et ».
- Les listes à puces sont à éviter, des paragraphes rédigés étant largement préférés. Les tableaux sont à réserver à la présentation de données structurées (résultats, etc.).
- Les appels de note de bas de page (petits chiffres en exposant, introduits par l'outil «  Source ») sont à placer entre la fin de phrase et le point final[comme ça].
- Les liens internes (vers d'autres articles de Wikipédia) sont à choisir avec parcimonie. Créez des liens vers des articles approfondissant le sujet. Les termes génériques sans rapport avec le sujet sont à éviter, ainsi que les répétitions de liens vers un même terme.
- Les liens externes sont à placer uniquement dans une section « Liens externes », à la fin de l'article. Ces liens sont à choisir avec parcimonie suivant les règles définies. Si un lien sert de source à l'article, son insertion dans le texte est à faire par les notes de bas de page.
- La présentation des références doit suivre les conventions bibliographiques. Il est recommandé d'utiliser les modèles {{Ouvrage}}, {{Chapitre}}, {{Article}}, {{Lien web}} et/ou {{Bibliographie}}. Le mode d'édition visuel peut mettre en forme automatiquement les références.
- Insérer une infobox (cadre d'informations à droite) n'est pas obligatoire pour parachever la mise en page.

Pour une aide détaillée, merci de consulter Aide:Wikification.
Si vous pensez que ces points ont été résolus, vous pouvez retirer ce bandeau et améliorer la mise en forme d'un autre article.
Benoît Lange, né en 1965 à Morgins, est un photographe, cinéaste, éditeur et entrepreneur suisse.

## Biographie

### Premier voyage
En 1987, Benoît Lange se rend en Inde, alors sous le régime d'Indira Gandhi. 

### Deuxième voyage
En 1989, Benoît Lange retourne en Inde cette fois-ci avec 800 kilos de médicaments. C’est lors de ce deuxième voyage qui durera plusieurs mois qu’il commence à prendre des clichés des cliniques de rue et de l'effervescence de Calcutta.

### Révélation photographique
De retour en Suisse, il participe à plusieurs concours photographiques et remporte le Premier prix des Journées d'Arles en 1991, organisées à l’occasion du 20e anniversaire de médecins sans Frontières, pour son travail sur la "clinique des oubliés" de Calcutta. Cette reconnaissance lui ouvre les portes du Figaro Magazine et de l'agence de presse Gamma et lui permet d’organiser des expositions en Europe. Il choisit finalement de ne pas intégrer le Figaro en raison de leur rythme de travail peu compatible avec son approche.
Benoît Lange privilégie la photographie en noir et blanc et travaille souvent en grand angle pour les portraits. Son approche de la photographie est basée sur le temps et la compréhension profonde des sujets qu'il capture.

### Engagement humanitaire
Benoît Lange réalise alors que son désir d'aider les autres peut prendre une forme différente. Pour soutenir financièrement les activités du Dr Preger, Lange choisit la photographie comme moyen d'action. Son objectif : produire des cartes postales, des posters, et plus tard des livres photos pour collecter des fonds. Il va ainsi effectuer de nombreux voyages en Inde, toujours dans le but de rejoindre le Dr Jack et de contribuer à ses projets.
Il est également l'un des fondateurs de la fondation Calcutta Espoir, qui soutient activement les projets depuis 1986. Il a aidé le Dr Jack Preger à se faire entendre en organisant des conférences en Suisse, lui permettant ainsi de remettre en cause les restrictions qui l'empêchaient d'exercer officiellement son métier de médecin en Inde. Ce travail a nécessité des efforts considérables de collecte de fonds et de promotion pour soutenir les initiatives du  Dr Preger.
Un autre événement marquant dans la vie de Benoît Lange est son implication dans la libération de Francisco, un marin capverdien bloqué à Calcutta depuis 1985. Pendant près de 10 ans, Francisco a vécu dans des conditions insalubres avec seulement un franc par jour, sans possibilité de s'intégrer à la société. En 1994, Benoît Lange rencontre Francisco, alors âgé de 64 ans, qui attend le verdict d'un procès pour recevoir une indemnité du gouvernement indien pour non-versement de salaire. Lange attire alors l'attention de journalistes suisses sur son cas et met en place un soutien pour permettre à Francisco de quitter l'Inde et de recevoir une assistance adéquate en Suisse, jusqu'à son retour chez lui.

### Entrepreneuriat: images et atmosphère
En décembre 2003, Benoît Lange a ouvert à Aigle un magasin de mobilier nommé "Images et Atmosphère" dédié à l'artisanat et à l'exotisme, est une invitation au voyage.

### Jardin Zen
Depuis l’été 2010, Benoît Lange a également ouvert l'un des plus grands jardins zen d’Europe, offrant aux visiteurs une découverte des principaux traits des jardins asiatiques.

### Nomination
Le film "Docteur Jack" a remporté plusieurs distinctions, dont le 1er prix du public lors des 52es Journées de Soleure. Il a également été primé en tant que meilleur réalisateur au 4e Noida International Film Festival et a reçu le prix du meilleur documentaire au 5e Mumbai Short International Film Festival. De plus, il a obtenu une mention honorable du jury au 2e Indian World Festival en 2018.

## Œuvres

### Publications
- 1991 : Dans Calcutta, le médecin des oubliés, éditions Olizane, Genève  (ISBN 9782880860875)
- 1996 : Lumières éternelles, éditions Olizane, Genève
- 2000 : Abyssinie, entre ciel et terre, la route d’Arthur Rimbaud, éditions Olizane, Genève
- 2003 : Calcutta, éditions du chêne, 1re édition
- 2004 : Cicatrice – un village et l’excision, éditions Favre
- 2010 : Saris – Les derniers artisans de la soie, éditions Favre
- 2024 : Puissance de la terre – Anne Chenevard, récit d’une vie paysanne, éditions Favre

### Expositions
- 1990 : « Calcutta, un autre regard », théâtre du Crochetan, Monthey, du 3 au 22 décembre
- 1991 : « Calcutta, un autre regard », Journées de l’image professionnelle en Arles
- 1992 : « Dans Calcutta, les médecins des oubliés », Palais du Grand Large à St Malo, du 8 au 10 mai
- 1992 : « Dans Calcutta », fondation Henri Cartier-Bresson, Aix en Provence, du 15 octobre au 10 novembre
- 1995 : « Inde, lumière éternelle », Galerie du Théâtre du Grütli, Genève, du 10 novembre au 15 janvier 1996[11]
- 1995 : « Inde, lumière éternelle », Forum de l’hôtel de ville à Lausanne, du 13 au 26 novembre
- 1998 : Salut, gracieuse Afrique ! , Hall du Musical-Théâtre, Chaux-de-Fonds, du  12 septembre  au 3 octobre
- 2000 : « Abyssinie, entre ciel et terre, la route d’Arthur Rimbaud », Théatre du Grütli, Genève, du 10.11 au 15.12
- 2001 : Abyssinie, entre ciel et terre, la route d’Arthur Rimbaud », Ancienne Église des Jésuites (JU), 13.10 - 4.11
- 1999 : Inde, lumières éternelles, Espace Noga Hilton, Genève, du 30 novembre 1999 au 2 janvier 2000
- 2022 -2023 : Le monde d’Antoine, Images et atmosphères, Aigle, à partir du 31 décembre
- 2016 : With love, Dr Jack !  Club 44, La Chaux-de-Fonds, du 3 novembre au 15 décembre
- 2023 : Iran à cœur et à sang, Cathédrale de Lausanne, du 23 février au 30 mars

### Œuvres cinématographiques
Au cours de son parcours, Benoît Lange a contribué à trois œuvres cinématographiques:
- 1995 : Les oubliés de Calcutta, documentaire
- 1995 : Jack Preger, la lumière de Calcutta, diffusé sur France 2
- 2016 : Docteur Jack, documentaire